# Destruction mutuelle assurée (Doctor Who)
Destruction mutuelle assurée (Cold War) est le huitième épisode de la septième saison de la deuxième série de la série télévisée britannique de science-fiction Doctor Who, diffusé originellement sur BBC One le 13 avril 2013.
Cet épisode marque le retour d'anciennes connaissances du Docteur, les Guerriers de Glace (Ice Warriors en version originale), au cours d'un épisode qui se déroule à bord d'un sous-marin soviétique.

## Accroche
Le Docteur et Clara atterrissent dans un sous-marin de la marine soviétique endommagé en 1983 alors qu’il s’enfonce sans contrôle dans les profondeurs de l’océan. Une créature extra-terrestre est en liberté à bord. Elle s’est échappée d’un bloc de glace de l’Arctique. Entre les armes nucléaires à bord et le calme de l’équipage qui s’envole, ce ne sont pas que les membres à bord du sous-marin qui sont en danger mais toute l’humanité.

## Distribution
- Matt Smith : Le Docteur
- Jenna Coleman : Clara Oswald
- Josh O'Connor : Piotr
- David Warner : Professeur Grisenko
- Liam Cunningham : Capitaine Zhukov
- Tobias Menzies : Lieutenant Stepashin
- James Norton : Onegin
- Charlie Anson : Belevich
- Spencer Wilding : Skaldak
- Nicholas Briggs (en) : voix de Skaldak

### Version française
- Version française : Dubbing Brothers
- Adaptation : Chantal Bugalski
- Direction artistique : David Macaluso
- Mixage : Marc Lacroix

Avec les voix de :
- Thomas Delvaux : Belevich
- Marielle Ostrowski : Clara
- Marc Weiss : Le Docteur
- Alexandre von Sivers : Grisenko
- Fabian Finkels : Onegin
- Arnaud Crèvecœur : Skaldak
- Jeff Rossion : Stepashin
- Patrick Descamp : Zhukov

## Résumé
Un sous-marin soviétique est en mission à proximité du pôle nord en 1983. Un exercice de lancement de missiles balistiques nucléaires est interrompu par le professeur Grisenko. Dans la soute du sous-marin, un matelot s'attaque à un bloc de glace que Grisenko croit contenir un mammouth congelé. Normalement, le bloc ne devrait pas être fondu avant le retour du sous-marin à son port d'attache, mais le marin commence à utiliser un chalumeau sur le bloc. Un bras surgit de la glace et saisit le matelot à la gorge.
Quelque temps plus tard, le sous-marin est en perdition, prenant l'eau de toutes parts. Le TARDIS se matérialise à l'intérieur du sous-marin ; Clara et le Docteur en émergent, croyant être arrivés à Las Vegas. Bien que les matelots s'emparent d'eux, le Docteur parvient à convaincre le capitaine Zhukov de faire manœuvrer le sous-marin latéralement, le faisant se poser sur le fond océanique et évitant ainsi qu'il implose, mais pendant ce temps le TARDIS se dématérialise sans explication. Le Docteur dit au capitaine et son équipage que Clara et lui sont des voyageurs du temps. Ils sont ensuite confrontés au Guerrier de Glace, le Grand Maréchal Skaldak. Le Docteur les convainc qu'ils doivent l'aborder de façon pacifique, mais un soldat terrifié choque Skaldak par derrière avec un aiguillon à bétail, l'assommant sur le coup. Skaldak enchaîné appelle son peuple à son secours.
Le Docteur convainc le capitaine Zhukov que quelqu'un doit négocier avec Skaldak, mais le capitaine refuse, disant qu'un soldat ne peut pas faire cela; par conséquent, ni le Docteur ni le capitaine ne peuvent le faire. Clara se dévoue, et bien que cela ne lui plaise pas, le Docteur l'autorise à y aller. Avec un casque de communication et un micro, elle commence à relayer les mots du Docteur à Skaldak, mais celui-ci comprend que le Docteur écoute, et ayant appris qu'il a été enfermé dans la glace pendant 5 000 ans, Skaldak pleure la perte de sa fille et de son peuple. Skaldak s'échappe de son armure, et cesse d'envoyer un signal aux autres Guerriers de Glace, se croyant être le dernier survivant de son espèce. Le Docteur considère que, se pensant seul dans l'univers, Skaldak n'a plus rien à perdre.
Se cachant dans les recoins les plus sombres du sous-marin, Skaldak parvient à s'emparer et à tuer au moins deux membres de l'équipage du sous-marin avant que le Docteur et Clara le rattrapent. Trouvant les matelots démembrés, le Docteur suppose que la tuerie était à des fins d'expertise médicale et que Skaldak essaie d'analyser les forces et les faiblesses des humains. Skaldak les informe qu'il a l'intention d'utiliser les missiles balistiques du sous-marin pour provoquer une conflagration thermonucléaire mondiale et détruire l'humanité pour venger la disparition de son peuple. Atteignant la passerelle de commandement, il parvient à se connecter aux systèmes de mise en œuvre des missiles et active la séquence de lancement. Le Docteur tente de convaincre Skaldak de faire preuve de pitié, et y parvient presque lorsque le sous-marin est secoué par l'impact d'un rayon tracteur venu de la surface. Les Guerriers de Glace sont arrivés dans un vaisseau sur le site du naufrage et remontent le sous-marin à la surface à travers la banquise.
Mais pendant ce temps, Clara et le Docteur doivent toujours désarmer la séquence de lancement que Skaldak a déclenchée. Clara parvient à interrompre le processus en chantant un vers de la chanson de Duran Duran, Hungry Like the Wolf, et ils sortent avec le capitaine du kiosque du sous-marin. Le vaisseau des Guerriers de Glace les survole pendant un long moment comme s'il était prêt à attaquer, mais ensuite il part vers l'espace, conduisant le Docteur à suspecter que Skaldak a persuadé ses congénères d'épargner la Terre. Quand le tournevis sonique du Docteur l'informe que le TARDIS a réapparu, il informe Clara qu'il s'est relocalisé automatiquement en utilisant un système de défense qu'il a réactivé (le SDAH ou Système de Déplacement en cas d'Action Hostile). Cependant, le TARDIS est au pôle Sud, et donc le Docteur, penaud, doit demander à Zhukov de les y amener.

## Continuité
- Le TARDIS utilise son Système de Déplacement en cas d'Action Hostile ("Hostile Action Displacement System") ou SDAH vu une seule fois dans l'épisode du Deuxième Docteur The Krotons (1968/1969).
- C'est la première réapparition des Guerriers de Glace dans la nouvelle série depuis l'épisode de 1974 The Monster of Peladon.

## Production
Cet épisode part de l'envie de Mark Gatiss de faire réapparaître les Guerriers de Glace dans la série, malgré les réticences de Steven Moffat qui trouvait ces monstres ringards et pensait que personne ne pourrait les prendre à nouveau au sérieux.

## Réception
En France, l'épisode diffusé le 22 juin 2013 à 20 h 45 sur France 4 a été suivi par 339 000 téléspectateurs soit 1,6 % de parts de marché.